# Celtian
Celtian — испанская фолк-метал группа, основанная в 2017 году флейтистом Диего Паласио, вокалисткой которой является певица Ксана Лавей. Их звучание во многом вдохновлено группами, сочетающими хеви-метал с европейской фолк-музыкой, такими как Mägo de Oz, Saurom, Eluveitie, и другими.

## История группы
Флейтист Диего Малагас Паласио, более известный как Диего Паласио, начал снимать видео для платформы YouTube, исполняя на своём канале «Diego Gaia» каверы на популярные рок-песни и кельтскую музыку с поперечной флейтой. Помимо участия в нескольких конкурсах исполнителей на флейте.
В 2015 году он и несколько друзей сформировали фолк дэт-метал группу под названием «Yuggoth», с которой они записали только мини-альбом.
В конце года Хосема Писарро, флейтист фолк-металлической группы Mägo de Oz, вызывает Диего, чтобы заменить его в живых выступлениях с группой, поскольку Хосема только что был нанят группой Cirque du Soleil и не сможет присутствовать на многих живых мероприятиях, которые он проводил с Mägo de Oz. Диего Паласио в столь молодом возрасте (всего 19 лет) поразил участников группы своим мастерством игры на инструменте.
В 2016 году Диего решает прославиться и выпускает сольный альбом ирландской кельтской музыки под названием «Jigs & Reels». Хотя альбом не оказал большого влияния на известность Диего.
В 2017 году Диего решил создать группу и сформировал состав, в который вошли музыканты Гильермо Солоага на басу, Гиль Мансанарес на барабанах, Альберто Клементе на гитаре и Гонсало Гомес «Гоно» на скрипке. По предложению Txus di Fellatio (барабанщика и основателя Mägo de Oz) они решают назвать группу «Celtian», как и инструментальная композиция из альбома Hechizos, pócimas y brujería группы Mägo de Oz.
1 марта 2018 года выходит первый альбом Celtian: «The Druid’s Awaiting», спродюсированный Rock-CD Records, альбом представляет собой полностью инструментальную работу, основанную на традиционной ирландской металлической музыке. В том же году Celtian принял участие в записи трибьют-альбома Mägo de Oz, ¡Stay Oz! (Hasta que el cuerpo aguante) с инструментальным попурри под названием «Folk’n’Oz».
В конце 2018 года Паласио решил изменить направление деятельности группы. С помощью Txus di Fellatio в качестве продюсера, с которым он подружился во время турне с Mägo de Oz.
Диего решает внести изменения в состав группы в дополнение к подписанию контракта со звукозаписывающей компанией Maldito Records. Для этого нового состава он решает пригласить певицу Ракель Эухенио, более известную как «Ксана Лавей».
Ракель уже была известна благодаря своему каналу на YouTube, где она пела каверы на рок- и метал-группы, и за участие в испанской версии известной телепрограммы La Voz в 2015 году. Диего также приглашает присоединиться своего бывшего коллегу по группе «Yuggoth», Txus Borao, на должность скрипача.
В новый состав группы вошли Диего Паласио на флейте, Ксана Лавей вокал, Дэвид Ландеройн на барабанах, Хави Айур на басу, Хави Джават на гитаре и Тксус Борао на скрипке. В этом новом составе они выпустили сингл «Tu Hechizo» 23 мая 2019 года, а 11 июня того же года их второй сингл «Niamh», оба альбома с текстами песен на испанском языке, что ясно даёт понять намерения группы в новом направлении, поскольку их первый альбом имел название на английском языке.
21 июня 2019 года группа выпускает второй альбом: «En Tierra de Hadas» который придаёт группе новую сущность и представлен несколькими приглашёнными музыкантами, Мануэль Сеоан, Патрисия Тапиа и Хави Диес из Mägo de Oz; Михалина Малиш из Eluveitie; Рубен Кельсен, Адриан дель Соль, Алекс Гарсия и Серхио Гарсия из Debler Eternia; и Даниэль Фуэнтес из Lèpoka. Альбом был записан и сведён в Cube Studios в Мадриде звукорежиссёром Альберто Сира «Flor», который уже ранее работал с Mägo de Oz.
Пока группа была в туре, состав в очередной раз претерпел изменения. Гитарист Хави Хават покидает группу, а позже басист Хави Айур также покидает группу, заставляя Celtian временно приглашать участников для своих живых выступлений Серджио Кулебрас, гитарист группы Against Myself и Карлоса Моркюэнде в качестве басиста. В этом новом составе им удаётся дать 2 концерта, прежде чем тур был прерван из-за ограничений пандемии COVID-19. В это время группа посвятила себя подготовке к выпуску своего следующего альбома. Как только ограничения из-за пандемии COVID-19 были сняты, группа провела концерт в стриминг, который транслировался по всему миру.
В июне 2020 года группа объявляет, что Серджио Кулебрас станет постоянным гитаристом. Хотя в том же году группу покидает басист Карлос Моркюэнде из-за сильных личных разногласий, после чего группа нанимает Рауля Плазу в качестве нового басиста.
В новом составе в ноябре 2020 года они приступили к записи своего нового материала. Лишь 29 апреля 2021 года они выпускают сингл «Magia de Luna», а 10 июня того же года выпускают второй сингл «El Hijo del Ayer».
25 июня 2021 года выходит их третий студийный альбом «Sendas de Legend», спродюсированный Txus di Fellatio, который снова записывается и микшируется в Cube Studios. Альбом представлен при участии Исраэля Рамоса, бывшего вокалиста Avalanch; и с оркестровыми аранжировками Хави Диез, клавишника Mägo de Oz.
В ноябре 2021 года Celtian работает над трибьют-альбомом Saurom в честь их 25-летия: «Mester de Juglaría», с кавером на песню «La Hija de las Estrellas».
В апреле 2023 года стало известно, что группа подписала новый контракт со своей продюсерской компанией Maldito Records на публикацию трех новых альбомов.

## Secretos de amor y muerte
12 декабря 2023 года опубликована новость о выходе нового альбома, который будет называться Secretos de Amor y Muerte, и выход которого запланирован на 5 апреля 2024 года. В то же время публикуется видеоклип первого сингла под названием «Maleficio de sangre».

## Состав группы

### Текущий состав
- Ксана Лавей — ведущий вокал
- Диего Паласио — флейта, вистл, волынка
- Тксус Борао — скрипка, мандолина
- Серхио Кулебрас — гитара
- Рауль Плаза — бас
- Дэвид Ландероин — ударные

### Бывшие участники
- Alberto Clemente — гитара
- Javi Javat — гитара
- Gonzalo «Gono» Gómez — скрипка
- Guillermo Soloaga — бас
- Javi Aiur — бас
- Carlos Morcüende — бас
- Guille Manzanares — ударные

## Дискография
- The Druid’s Awaiting (2018)
- En Tierra de Hadas (2019)
- Sendas de Leyenda (2021)
- Secretos de Amor y Muerte (2024)

## В сотрудничестве над другими альбомами
- «Folk’n’Oz» — трек 9 на втором диске альбома ¡¡Stay Oz!! Hasta que el Cuerpo Aguante: Tributo a Mägo de Oz (2018)
- «La Hija de las Estrellas» — трек 2 на третьем диске альбома Mester de Juglaría (2021)

## Видеография
- Tu Hechizo (2019)
- Niamh (2019)
- El Hijo del Ayer (2021)
- Magia de Luna (2021)
- Lágrimas de Cera (2021)
- La Hija de las Estrellas (2021)
- Maleficio de Sangre (2023)
- Sueños De Cristal (2024)
- Serena (2024)